# Allsvenskan de 1949–50
A Primeira Divisão do Campeonato Sueco de Futebol da temporada 1949-50, denominada oficialmente de Allsvenskan 1949-50, foi a 26º edição da principal divisão do futebol sueco. O campeão foi o Malmö FF que conquistou seu 3º título na história da competição.

## Premiação
| Allsvenskan 1949-50          |
| Sweden                       |
| ---------------------------- |
| MALMÖ FF Campeão (3º título) |